# San Julián (Burgos)
San Julián es un despoblado que actualmente forma parte del municipio de La Puebla de Arganzón, en la provincia de Burgos, Castilla y León (España).

## Historia
Documentado desde 1025 (Reja de San Millán), para el siglo XIII estaba despoblado.
Actualmente sus tierras son conocidas con el topónimo de San Julián.